# Reclusiam
Reclusiam (Von Inkluse) ist eine 2004 gegründete Funeral-Doom-Band.

## Geschichte
Ryan Henry initiierte Reclusiam 2004 als Nebenprojekt zur Gothic-Metal-Band Necare mit dem Ziel Musik aufzunehmen die heavyer und düsterer als jene des Hauptprojektes werden sollte. Von Juli bis August nahm er unter der produzierenden und technischen Begleitung von Jhon Ackerman im Studio The Recording Zone ein selbstbetiteltes Album auf, das über PsycheDOOMelic Records und NOTHingness REcords vertrieben wurde. Zugleich bot Henry das gesamte Album als kostenfreien Musikdownload über seine Homepage an.
Stefano Cavanna hob das Projekt trotz der geringen Reichweite in seiner Genre-Enzyklopädie Il suono del Dolore. Trent’anni di Funeral Doom. hervor und nannte es „eines der führenden Beispiele“ für ein klassisches One-Hit-Wonder im Genre und das Stück Enim Corpus Meum (Hill 60) eines der besten Genre-Stücke überhaupt. Auch Jay Murphy lobte das Stück in seiner für Doom-Metal.com verfassten Rezension als kraftvollstes des Albums.

## Stil
Mit Reclusiam spielt Henry einen trägen, majestätischen und atmosphärischen Funeral Doom mit ausgeprägten Keyboardspiel. Als markante Einflüsse werden Shape of Despair, Fall of the Grey-Winged One und Evoken ausgemacht. Henry nutzt für seine Interpretation des Genres aushallende Anschläge einzelner Gitarrensaiten, orgelartiger Synthesizer und massive Schlagzeug-Figuren. Die Texte handeln von Krieg, „Einsamkeit, Verzweiflung und unbeantwortete Fragen“.

## Diskografie
- 2004: Reclusiam (Album, Selbstverlag)